# Смирновський сільський округ (Карабалицький район)
Смирно́вський сільський округ (каз. Смирнов ауылдық округі, рос. Смирновский сельский округ) — адміністративна одиниця у складі Карабалицького району Костанайської області Казахстану. Адміністративний центр — село Смирновка.
Населення — 1027 осіб (2021; 1472 у 2009, 2413 у 1999, 2841 у 1989).
Станом на 989 рік існувала Смирновська сільська рада (села Батмановка, Рибкино, Смирновка, селище Приозерний). Село Приозерне було ліквідоване 2019 року, село Батмановка — 2023 року.

## Склад
До складу округу входять такі населені пункти:
| Населений пункт  | Старі назви | Населення, осіб (1989) | Населення, осіб (1999) | Населення, осіб (2009) | Населення, осіб (2021) |
| ---------------- | ----------- | ---------------------- | ---------------------- | ---------------------- | ---------------------- |
| Батмановка, село | -           | 281                    | 222                    | 95                     | 31                     |
| Приозерне, село  | Приозерний  | 168                    | 177                    | 71                     | -                      |
| Рибкино, село    | -           | 365                    | 315                    | 235                    | 182                    |
| Смирновка, село  | -           | 2027                   | 1699                   | 1071                   | 814                    |